# Pourçain Martel
Pour les articles homonymes, voir Martel.
Pourçain Martel (1748-1836) est un homme politique français.

## Biographie
Pourçain Martel est né le 25 avril 1748 à Saint-Pourçain-sur-Sioule. Il y devient notaire royal en 1775.
Pourçain Martel est député de l'Allier de 1792 à 1795, puis représentant de ce même département au Conseil des Anciens de 1795 à 1798. Exilé à Liège en 1816, en tant que conventionnel régicide, il rentre à Paris après la Révolution de Juillet. Il y meurt le 25 avril 1836, à 88 ans.